# EBSCO Industries
EBSCO Industries è una società americana con sede a Birmingham, nell'Alabama. EBSCO è l'acronimo di Elton Bryson Stephens Company, dal nome dell'imprenditore che la fondò nel 1944.
Secondo Forbes Magazine, nel 2006 era una delle più grandi aziende private dell'Alabama, che si posizionava tra le prime 200 degli Stati Uniti per fatturato e numero di dipendenti.

## Storia
Fu fondata nel '44 da Stephens e da sua moglie allo scopo di vendere abbonamenti a riviste, raccoglitori personalizzati e portariviste alle forze armate statunitensi. 

Military Service Company è la divisione più antica dell'azienda, fondata durante la Seconda Guerra Mondiale, per fornire un vaso spettro di prodotti e servizi, realizzando in particolare un noto inventario dei commemorativi militari che includeva portatarghe militari, penne, oltre a monete di sfida per l'esercito, la marina, l'aeronautica militare, i marines, la guardia costiera, i veterani, la guardia nazionale.
Nel decennio successivo, l'azienda crebbe di dimensioni per linee esterne, mediante una serie di acquisizioni che diedero vita alla EBSCO Industries. Nel '98 fu rilevata la H. W. Wilson Company, società fondata nel 1898 e con sede nel Bronx, casa editrice specializzata anche nella fornitura di indici bibliografici e basi di conoscenza.
Ebsco negli anni 2000 è divenuta una conglomerata industriale le cui attività spaziano dai servizi informatici, servizi generali, servizi editoriali, ai prodotti per esterni e all'immobiliare. EBSCO Information Services è la divisione informatica con sede a Ipswich, nel Massachusetts.